# Страницы журнала Печорина
«Страницы журнала Печорина» — советский телевизионный спектакль режиссёра Анатолия Эфроса, экранизация фрагмента романа Михаила Лермонтова «Герой нашего времени» (часть «Княжна Мери»).

## Сюжет
Григорий Печорин приезжает в Пятигорск на лечебные воды. Тут у него происходит ряд встреч. За неделю до него приезжает Грушницкий, который был ранен в ногу и приехал на воды. Здесь же пребывает Вера, бывшая любовь Печорина, а ныне — замужняя дама. В Пятигорске отдыхает княгиня Лиговская с дочерью Мери.
Грушницкий волочится за Мэри, которая предпочитает Печорина. В отместку зреет заговор, по которому Грушницкий по пустяковому поводу вызывает Печорина на дуэль. Дуэль состоялась. Печорин убивает Грушницкого.
Строками стихотворения Лермонтова «И скучно и грустно, и некому руку подать», которые звучат из уст Печорина, завершается телеспектакль.

## В ролях
- Олег Даль — Григорий Печорин
- Андрей Миронов — Грушницкий
- Леонид Броневой — Вернер, доктор
- Ольга Яковлева — Вера
- Ирина Печерникова — княжна Мери
- Ирина Кириченко — княгиня Лиговская
- Матвей Нейман — муж Веры
- Всеволод Платов — драгунский капитан
- Евгения Пресникова
- Игорь Кашинцев

## Съёмочная группа
- Автор сценария — Анатолий Эфрос
- Режиссёр-постановщик — Анатолий Эфрос
- Оператор-постановщик — Владимир Полухин
- Художник-постановщик — И. Тартынский
- Звукорежиссёр — Э. Марьямова
- Музыкальный редактор — А. Клиот
- Консультант — Ираклий Андроников

## Отзывы
В «Княжне Мери» есть одно примечательное место: «Танцы начались польским; потом заиграли вальс… Я стоял сзади одной толстой дамы, осенённой розовыми перьями; пышность её платья напоминала времена фижм, а пестрота её негладкой кожи — счастливую эпоху мушек из чёрной тафты». Значит, сам Печорин мысленно видит себя в бальной толпе на фоне этой толстой дамы, осенённой розовыми перьями. Быть может, эта фраза из журнала Печорина подсказала режиссёру простое решение, неосуществимое на сцене, но возможное на экране? Чаще всего он видит и показывает своих персонажей так, что чьи-то спины, плечи, руки, костюмы неожиданно и непринужденно принимают на себя функции декорации. Никаких колонн, камней, беседок, балконов, скамеек, окон. Человеческое лицо возникает на фоне разноцветных мундиров, сверкающих эполет, пышных, тяжёлых или воздушно-прозрачных дамских платьев.— Константин Рудницкий. «Игра портретами», журнал «Советский экран» № 20, октябрь 1975 года (Рудницкий К. Л. Театральные сюжеты / Предисл. А. М. Смелянского. М.: Искусство, 1990. 464 с.)